# Приозёрный (Псковская область)
Приозёрный  — посёлок (сельский населённый пункт) в Опочецком районе Псковской области России.
Входит в состав Варыгинской волости.

## География
Расположен к югу от озера Мегрово, в 14 км к северу от города Опочка и в 9 км к югу от волостного центра, деревни Матюшкино.

## Население
| 2001 | 2002 | 2010 | 2014 | 2015 | 2016 |
| ---- | ---- | ---- | ---- | ---- | ---- |
| 329  | ↘206 | ↘172 | ↗228 | →228 | ↘214 |

Численность населения по состоянию на начало 2001 года составляла 329 жителей.

## История
С 1995 до 2015 года посёлок входил в состав ныне упразднённой Матюшкинской волости. 